# John Arch
John Maurice Archarmbault, conosciuto con il nome di John Arch (Colorado Springs, 15 maggio 1959), è un cantante statunitense, noto soprattutto per aver fatto parte dei Fates Warning e attuale membro del gruppo progressive metal Arch/Matheos.

## Biografia

### Il periodo con i Fates Warning e il ritiro dalle scene
John Arch è nato il 15 maggio del 1959 a Colorado Springs, in Colorado (USA) e dopo due anni si trasferisce con la famiglia in Connecticut
Nel 1982 entra a far parte della band heavy metal Misfit di Hartford - assieme ai chitarristi Jim Matheos e Victor Arduini, al bassista Joe DiBiase e al batterista Steve Zimmerman, - la quale successivamente cambia nome in Fates Warning (da un verso del testo, scritto da Arch, della canzone The Calling).
Durante il periodo come frontman del gruppo americano, - pioniere del progressive metal, - Arch si è occupato della scrittura di tutti i testi e della composizione delle melodie vocali, le quali rivestono un ruolo di primo piano nella strutturazione delle composizioni. Nel 1987, dopo aver pubblicato tre album, la band decide inaspettatamente di separarsi da lui, a causa del suo lavoro a tempo pieno; gli viene così dato un ultimatum: scegliere di lasciare il lavoro o il gruppo. Le incomprensioni reciproche e la risposta evasiva di Arch, che riteneva di non dover dimostrare il suo impegno nei Fates Warning, causano la sua definitiva dipartita.
Dopo il periodo con i Fates Warning, viene contattato da band quali Mystic Force, Watchtower e Dream Theater. Arch accetta di fare l’audizione con questi ultimi, spinto dalla stima per la band e la passione per la musica. Ma alla fine decide di ritirarsi dalle scene per dedicarsi alla famiglia e al lavoro di fabbricante di mobili su misura.

### Il ritorno come solista e la band con Jim Matheos
Dopo quindici anni dal suo ritiro, torna come cantante e musicista, con un suo disco personale, che vede la collaborazione di Jim Matheos. L'idea del ritorno è scaturita dall'intenzione di Matheos di far cantare ad Arch alcune parti vocali per gli OSI: preoccupato per la sua condizione dopo tanti anni di inattività, Arch propone come prova a Matheos una propria canzone, che fa da stimolo ed incentivo per il proposito del disco solista.
Nel 2003 esce così l’EP A Twist of Fate, che vede la partecipazione di Joey Vera (Fates Warning, Armored Saint) al basso e Mike Portnoy, all’epoca nei Dream Theater, alla batteria.
Il disco solista apre alla definitiva - ed attuale - collaborazione con Jim Matheos. Nel 2010, i due formano un progetto progressive metal parallelo ai Fates Warning, gli Arch/Matheos; nati dal tentativo del chitarrista di dar vita all’undicesimo album del suo gruppo principale. Nel 2011 esce l’esordio, Sympathetic Resonance.

## Discografia

### Da solista
- 2003 - A Twist of Fate

### Con Arch/Matheos
- 2011 - Sympathetic Resonance
- 2019 - Winter Ethereal

### Con i Fates Warning
- 1984 - Night on Bröcken
- 1985 - The Spectre Within
- 1986 - Awaken the Guardian
- 1995 - Chasing Time (compilation)
- 2017 - Awaken the Guardian Live (live album e video)